# Delta Force One: The Lost Patrol
Delta Force One: The Lost Patrol è un film del 2000 diretto da Joseph Zito. È un film d'azione statunitense con Gary Daniels, Mike Norris e Bentley Mitchum.

## Trama
Un commando d'élite capitanato dal capitano James Wellford viene incaricata di salvare una forza di mantenimento della pace catturata da Youssef, capo dei traffico d'armi.

## Produzione
Il film, diretto da Joseph Zito su una sceneggiatura di Clay McBride, fu prodotto da Yoram Globus e girato in Israele.

## Distribuzione
Il film fu distribuito negli Stati Uniti dal 29 gennaio 2002 (in anteprima) dalla Frontline Entertainment Group e per l'home video dalla Warner Home Video con il titolo Delta Force One: The Lost Patrol.
Alcune delle uscite internazionali sono state:
- in Israele il 5 ottobre 2000
- in Finlandia nel 2001 (Delta Force One: Kadonnut partio)
- in Norvegia il 13 febbraio 2002 (in anteprima)
- in Ungheria il 31 luglio 2005 (in prima TV)
- in Finlandia il 26 aprile 2007 (in prima TV)
- in Brasile (Comando de Elite)
- in Grecia (I hameni peripolos)